# Slovensko društvo za odnose z javnostmi
Slovensko društvo za odnose z javnostmi (PRSS) (angl. Public Relations Society of Slovenia) je  nacionalno strokovno društvo, ki povezuje slovenske predstavnike za odnose z javnostmi. Društvo je bilo ustanovljeno novembra 1990 v Ljubljani kot strokovno, nepridobitno, prostovoljno in samostojno združenje.  Med njegove glavne naloge sodijo uveljavljanje in razvoj stroke odnosov z javnostmi in komunikacijskega managementa, strokovno usposabljanje, uveljavljanje strokovnih normativov in etičnih načel, predstavljanje in utrjevanje stroke v širšem okolju.

## Zgodovina
Vzpostavitev in institucionalizacija sodobnih odnosov z javnostmi v Sloveniji je povezana z vzpostavitvijo in institucionalizacijo Slovenije kot neodvisne države, z odprto družbo, politično demokracijo in tržnim gospodarstvom.  K nastanku in širšemu profesionalnemu razvoju odnosov z javnostmi sta na začetku 90-tih let prispevali ustanovitev nacionalnega profesionalnega društva in nastanek prvih agencij za odnose z javnostmi. Profesionalno društvo za odnose z javnostmi je novembra 1990 ustanovilo deset praktikov, ki so v neki meri tedaj že prakticirali to dejavnost. Namen društva je bil povezati vse posameznike, ki so že izvajali odnose z javnostmi, zagotoviti usposabljanje za tiste, ki so na področje šele vstopali, uveljavljanje strokovnih standardov in etičnega kodeksa s področja odnosov z javnostmi, predstavljanje in utrjevanje stroke v širšem okolju ter povezovanje z mednarodnimi strokovnimi združenji. Člani so ob včlanitvi dobili potrdilo o članstvu, uradne dokumente društva (statut, pravilnik, Atenski etični kodeks, statut IPRA ter Mednarodni kodeks IPRA o odnosih z javnostmi).
Ker v Sloveniji dotlej ni bilo izkušenj odnosov z javnostmi, je društvo že takoj navezalo močne vezi s tujimi strokovnjaki in profesionalnimi združenji, da bi lahko najhitreje črpati znanje iz najbolj razvitih predelov sveta. Obiski uveljavljenih predavateljev in teoretikov (npr. obisk profesorjev dr. Jamesa E. Gruniga in dr. Larisse A. Grunig) so spodbudbudili priprave za uveljavitev študija odnosov z javnostmi na slovenski univerzi, kar se je uresničilo v letu 1994 z uvedbo študijskega predmeta na Fakulteti za družbene vede. Društvo je aktivno sodelovalo v ključnih mednarodnih strokovnih združenjih v nekdanji Evropski konfederaciji odnosov z javnostmi (CERP), bilo je med ustanovitelji Global Alliance for the Public Relations and Communication Management (Globalno zavezništvo za odnose z javnostmi in upravljanje komunikacij). PRSS je bil prisoten pri ustanavljanju Evropskega združenja za izobraževanje in raziskave odnosov z javnostmi EUPRERA (European Public Relations Education and Research Association).
V drugi polovici devetdesetih letih so se odnosi z javnostmi kot praksa uveljavili v veliko slovenskih korporativnih, vladnih in neprofitnih organizacijah. To se je odražalo tudi v eksponentni rasti društvenega članstva. Od desetih ustanoviteljev je članstvo v prvem desetletju zraslo na približno 100 članov, v drugem desetletju pa na okoli 500. Društvo je kmalu prevzelo krovno obliko ohlapne organiziranosti in pod svojim "dežnikom" združevalo več sekcij, ki so združevale praktike z različnih praks odnosov z javnostmi. Od 1994 so kot sekcije delovale IABC Slovenija, Slovenski odbor IPRA (International Public Relations Association) in Sekcija lobistov. V letu 1998 so se jim pridružile še Študentska sekcija, Sekcija slovenskih agencij za odnose z javnostmi in Sekcija za javni sektor. K institucionalizaciji stroke sta v veliki meri pripevali tudi publicistična in izobraževalna dejavnost v okviru ali s podporo društva PRSS.
Svetovna gospodarska in finančna kriza, ki je zajela svet leta 2007, je močno posegla v stroko in delo društva. Močni oddelki za odnose z javnostmi so se skrčili, zmanjšali so se proračuni, mnogi uveljavljeni strokovnjaki so odšli. Agencijska dejavnost je močno upadla; nastale ali obdržale so se le manjše agencije za odnose z javnostmi. Na društveni ravni in v sekcijah se je usulo članstvo, delo v nekaterih sekcijah je skoraj povsem zamrlo. V času te krize so kot strokovne stalnice obstale le letna konferenca o odnosih z javnostmi (SKOJ), društvene nagrade in  mednarodne strokovne nagrade IABC Zlato pero.  Stroka in društvo sta začeli vidneje oživljati šele leta 2017, ko si je novo vodstvo društva zastavilo program, prilagojen velikim spremembam na področju komuniciranja. Kovid kriza je postavila pred stroko in društvo nove in velike preizkušnje.

## Delovanje društva
Društvo vodi tričlanska uprava z dvoletnim mandatom. Najvišji organ društva je zbor članov, ki sprejema temeljne dokumente, spremlja delo uprave in drugih organov, potrjuje poslovne in finančne načrte. Delovanje društva za odnose z javnostmi določajo ali usmerjajo temeljni dokumenti: statut, kodeks etike, kodeks poklicnega ravnanja, pravilnik in poslovnik častnega razsodišča in pravilnik o finančnem poslovanju.
Pomemben organ društva je častno razsodišče, ki sprejema stališča o etičnem delovanju posameznih članov društva, kršitvah statuta in drugih aktov, poslovnikov društva ter o delovanju stroke odnosov z javnostmi na sploh. Častno razsodišče izreka članom društva opozorila, disciplinske kazni ali celo predlaga izključitev iz članstva društva. 

## Organiziranost
Društvo deluje na krovni ravni in na ravni sekcij, ki združejo praktike z nekega specifičnega praktičnega področja. 
Na krovni ravni je društvo pristojno za dejavnosti, ki veljajo za vse njegove člane – npr. oblikovanje in potrjevanje temeljnih dokumente, oblikovanje celostne podobe, pripravo izobraževalnih dogodkov (npr. letna konferenca za odnose z javnostmi, uveljavljanje strokovnih standardov in etičnih načel, sodelovanje pri razvojno – raziskovalnih projektih, itd.). 
Društvo deluje tudi prek svojih sekcij. Najstarejša med njimi je sekcija IABC Slovenija, ki združuje slovenske člane, ki so hkrati tudi člani mednarodnega združenja poslovnih komunikatorjev (International Association of Business Communicators). Sekcija deluje že od leta 1993 in je s svojim delovnim in strokovnim prispevkom močno zaznamovala razvoj in profesionalizacijo odnosov z javnostmi v Slovenij. V obdobju od 1993 do 1998 je bila sekcija celo bolj aktivna kot krovno društvo. Ta čas so zaznamovala številčna strokovna tematska srečanja, izobraževalne delavnice in izdaja strokovne literature. Konec devetdesetih let je pobudo razvoja spet prevzelo krovno društvo; sekcija IABC Slovenija je za nekaj let prekinila delovanje; obudila ga je spet z letom 2006. Med različnimi dosežki sekcije velja opozoriti na veliko število pridobljenih strokovnih nagrad Zlato pero (Gold Quill), ki so jih slovenski praktiki odnosov z javnostmi prejeli za odličnost v organizacijskem in poslovnem komuniciranju. Nagrade Zlato pero niso pomembne le za praktike same in njihove organizacije, temveč predstavljajo bogato bazo primerov slovenske komunikacijske prakse, iz katerih se je mogoče učiti in zasledovati strokovni razvoj.
Študentska sekcija Slovenskega društva za odnose z javnostmi (ŠS PRSS)že od leta 1998 združuje aktivne in ustvarjalne študente, ki jih zanimajo odnosi z javnostmi, organizacijsko komuniciranje in komunikacijski menedžment. Člani se seznanjajo s prakso odnosov z javnostmi prek mesečnih predavanj in okroglih miz (PRedigre), delavnic (Prakse) in mednarodnih ekskurzij (Prebliski), freeŠn, študentski natečaj kreativnega komuniciranja. Največji in najbolj prepoznaven projekt je PR teater, vsakoletna študentska konferenca o odnosih z javnostmi. Študentska sekcija PRSS si na ocenjevanju IABC-jeve komunikacijske odličnosti Zlato pero v letu 2018 prislužila dve prestižni nagradi – poleg Zlatega peresa za najvišje standarde komunikacijske odličnosti v študentskih kategorijah, še nagrado Sharon Berzok Student Award, posebno priznanje za najboljšo študentsko prijavo in štipendijo za poklicni razvoj in izobraževanje.
Sekcija za komunikatorje v javnem sektorju deluje od leta 1998 in povezuje svetovalce za odnose z javnostmi, ki delajo v javnem sektorju zaradi skupnega pristopa pri oblikovanju profesionalnih in etičnih standardov, ureditve formalnega statusa in delokroga, izobraževanja oz. strokovnega izpopolnjevanja, formalne in neformalne izmenjave izkušenj, razvijanja sistema strokovne in izkustvene samopomoči članom idr. V sekciji so leta 1998 sprejeli dve pomembni listini, ki se nanašata na etično poklicno ravnanje, in sicer: Sedem načel javnega življenja in Priporočila za zagotavljanje javnosti dela v javnem sektorju'. Med pomembnejše projekte sekcije spada vsakoletna konferenca Dan komunikatorjev v javnem sektorju. 
Sekcija za interno komuniciranje (SIK) od leta 2005 povezuje strokovnjake, ki se v podjetjih in drugih organizacijah ukvarjajo s komuniciranjem z internimi javnostmi. Sekcija je naslednica Aktiva novinarjev v podjetjih in zavodih, ki je v okviru Društva novinarjev Slovenije deloval več kot 25 let. V sekciji si prizadevajo za izobraževanje, povezovanje in izmenjavo izkušenj strokovnjakov za interno komuniciranje ter sodelovanje z mednarodnim Evropskim združenjem internih komunikatorjev (FEIEA). Člani sekcije se na tematskih srečanjih v slovenskih podjetjih spoznavajo z dobrimi praksami internega komuniciranja ter najnovejšimi trendi s področja internega komuniciranja. Med člani je priljubljeno tekmovanje za evropsko nagrado FEIEA Grand prix, kjer mednarodna žirija ocenjuje različne vidike internih medijev, kjer so tudi Slovenci že dobili nekaj prestižnih nagrad.
Sekcija za razvoj družbene odgovornosti in nevladne organizacije (SSDO) združuje člane, ki si prizadevajo prispevati k boljšemu razumevanju koncepta družbene odgovornosti v slovenskih podjetjih in organizacijah, za oblikovanje standardov družbene odgovornosti in standardov komuniciranja o družbeni odgovornosti, za izobraževanje in prenašanje izkušenj in dobrih praks ter za ustvarjanje partnerstev s sorodnimi organizacijami, z nevladnimi organizacijami, z organizacijami, ki spodbujajo družbeno odgovornost, dobrodelnost in medsebojno solidarnost. Med najvidnejše projekte, poleg izobraževalnih dogodkov, sodi nagrada Horus, ki jo podeljujejo Inštitut za razvoj družbene odgovornosti (IRDO), PRSS in javna agencija SPIRIT Slovenija vsako leto organizacijam, ki se zavedajo družbene odgovornosti na različnih področjih svojega delovanja.  V okviru SSDO vsako leto poteka tudi razpis za naziv prostovoljec leta, ki ga prejme član ali članica PRSS, ki se s svojim prostovoljnim delom izkaže v okviru delovanja društva. 

## Strokovno delovanje
Med glavne društvene cilje sodi razvoj stroke, strokovno usposabljanje in oblikovanje zakladnice znanja. Društvo organizira več strokovnih dogodkov – konferenc, seminarjev in delavnic. Od leta 1997 je osrednji strokovni dogodek redna letna Slovenska konferenca o odnosih z javnostmi(SKOJ). Člani društva se srečujejo na tematskih strokovnih srečanjih, delavnicah in seminarjih, ki jih usmerjajo regijski odbori v Ljubljani, Mariboru, Celju in Kopru. V prizadevanjih za strokovni razvoj se povezujejo s sorodnimi domačimi in tujimi društvi, ustanovami in strokovnjaki.
V društvu se aktivno zavzemajo za ustvarjanje zakladnice strokovnega znanja. K temu prispevajo izdaje strokovnih publikacij, sodelovanje z visokošolskimi ustanovami pri pripravi znanstvenih člankov in monografij, oblikovanje strokovnega slovanja, itd. PRSS je v obdobju od 2002 do 2009 skupaj z nekdanjo GV Založbo izdalo devet knjig slovenskih in tujih avtorjev (PR Zbirka). Spodbujalo in podpiralo pa je tudi izdajo druge strokovne literature, ki je izšla v samozaložbi ali pri drugih založbah.
Od leta 2018 nastaja v sozaložništvu s Fakulteto za družbene vede nova zbirka znanstvenih del s področja odnosov z javnostmi in strateškega komuniciranja. Prva knjiga v novi zbirki je Odnosi z javnostmi', avtorice dr. Ane Tkalac Verčič, ki je tudi prvi visokošolski učbenik odnosov za odnose z javnostmi v Sloveniji. 
Društvo je z nekaterimi člani aktivno sodelovalo pri oblikovanju terminološkega slovanja odnosov z javnostmi TERMIS, terminološki podatkovni zbirki odnosov z javnostmi, dosegljivi na spletnem portalu Termania.
Praktiki odnosov z javnostmi lahko snujejo svoje programe ob vzgledih primerov iz domače prakse. V dveh zbornikih - Teorija in praksa odnosov z javnostmi I in II ter učbeniku Odnosi z javnostmi je objavljeno prek 90 praktičnih komunikacijskih primerov, ki so od leta 2000 dalje  nastajali v zasebnem, javnem in neprofitnem sektorju. Gre za komunikacijske rešitve, ki so bile nagrajene s strokovnima nagradama Prizma in Zlato pero (Gold Quill), nacionalno in IABC-jevo mednarodno nagrado za odličnost v odnosih z javnostmi.

## Strokovne nagrade
Društvo in njegove sekcije podeljujejo strokovne nagrade za različne dosežke na področju odnosov z javnostmi in strateškega komuniciranja. 
Prizma je nacionalna strokovna nagrada, ki jo Slovensko društvo za odnose z javnostmi podeljuje slovenskim organizacijam za strokovnost, ustvarjalnost in učinkovitost izvedenih komunikacijskih programov na področju odnosov z javnostmi. 
Nagrado Primus društvo podeli menedžerjem za odličnost v komuniciranju z internimi in eksternimi javnostmi, ki prepoznavajo dajanje pobud, usmerjanje, podporo in pomoč izjemnim komunikacijskim programom znotraj svojih organizacij. 
Nagrado Horus podeljujejo Inštitut za razvoj družbene odgovornosti (IRDO), PRSS in javna agencija SPIRIT Slovenija vsako leto organizacijam, ki se zavedajo družbene odgovornosti v odnosu do okolja, do svojih zaposlenih in drugih deležnikov podjetja ter pri razvoju izdelkov in storitev ter jo vključujejo v strateško vodenje ter poslovanje podjetja.